# Żleb między Mnichy

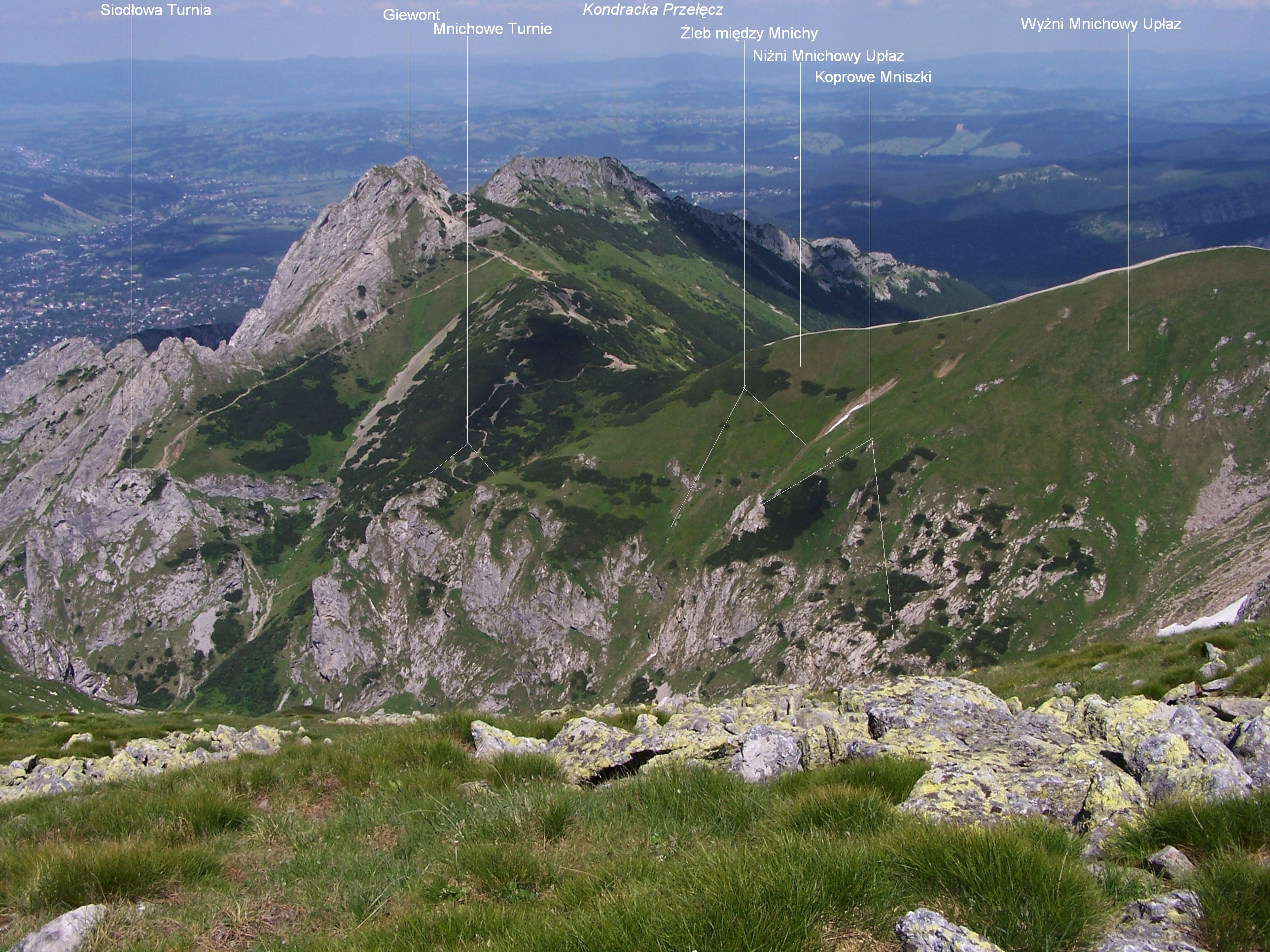
Widok z Czerwonego Grzbietu

Żleb między Mnichy – żleb w Dolinie Małej Łąki w polskich Tatrach Zachodnich. Opada z Mnichowego Upłazu w północnej grani Kopy Kondrackiej do Niżniej Świstówki Małołąckiej (górne piętro Doliny Małej Łąki). Ma wylot w odległości około 100 m od skalnego progu oddzielającego ją od Wyżniej Świstówki. Dzieli się na dwa ramiona. orograficznie lewe jest skaliste, prawe w większości trawiaste. Obydwa są łatwe do przejścia. Zimą, przy dobrym śniegu lepiej jest przejść prawą odnogą, latem lewą. Jest w niej niewielki próg, który jednak łatwo można obejść.
W górnej części obydwa ramiona Żlebu między Mnichy przechodzą w płaską depresję dzielącą Mnichowy Upłaz na dwie części; Wyżni i Niżni Mnichowy Upłaz. Żleb ten dzieli także Mnichowe Turnie na dwie części; główną część z turniami Dziadek, Babka i Mnich Małołącki oraz dużo mniejsze Koprowe Mniszki.
Rejon Żlebu między Mnichy był dokładnie penetrowany przez grotołazów. Znaleziono tutaj kilka jaskiń, m.in.: Mnichową Studnię Wyżnią, Dziurę Mnichową Małą, Duży Schron i Szczelinę za Płytą.